# ماجراجویی برادر باهوش‌تر شرلوک هلمز
ماجراجویی برادر باهوش‌تر شرلوک هلمز که در ایران با نام سند گمشده دوبله‌شد یک فیلم کمدی موزیکال آمریکایی محصول سال ۱۹۷۵ با بازی جین وایلدر، مارتی فلدمن، مدلین کان، دام دی‌لوئیس، روی کینیر و لئو مک‌کرن است. این فیلم اولین کارگردانی وایلدر بود که براساس فیلمنامه اصلی خودش بود.
داگلاس ویلمر و تورلی والترز به‌ترتیب درنقش شرلوک هلمز و دکتر واتسون ظاهر می‌شوند. ویلمر قبلاً در نقش شرلوک هلمز در مجموعه تلویزیونی بی‌بی‌سی دهه ۱۹۶۰ ظاهرشده بود و والترز در سه فیلم دیگر نقش واتسون را بازی کرد: شرلوک هلمز و گردنبند مرگبار (۱۹۶۲)، بهترین خانه در لندن (۱۹۶۹) و بلیز نقره ای (۱۹۷۷).

## هنرپیشگان
- جین وایلدر درنقش سیجرسون هلمز
- مدلین کان درنقش  جنی هیل
- مارتی فلدمن به‌عنوان گروهبان. اورویل استنلی ساکر
- دام دی‌لوئیس درنقش ادواردو گامبتی
- لئو مک‌کرن درنقش پروفسور موریارتی
- روی کینیر درنقش فینی، دستیار موریارتی
- داگلاس ویلمر درنقش شرلوک هلمز
- تورلی والترز درنقش دکتر واتسون
- جان له ماژرر درنقش لرد ردکلیف، وزیر خارجه.
- مل بروکس به‌عنوان صدای قربانی شیر (نامشخص)
- والتر اسپارو
- آلبرت فینی درنقش مردی دربین تماشاگران در اپرا (نامشخص)[۴]

## رسانه خانگی
این فیلم در ۴ آوریل ۲۰۰۶ به صورت DVD منتشرشد.